# The Curious Case of Benjamin Button
The Curious Case of Benjamin Button is een Amerikaanse romantische fantasyfilm uit 2008 van regisseur David Fincher. De film is deels gebaseerd op het gelijknamige kortverhaal van F. Scott Fitzgerald uit 1922.
De hoofdpersoon is een man genaamd Benjamin Button, die "van achteren naar voren" leeft; hij wordt geboren in het lichaam van een stokoude man en naarmate hij in kalenderjaren ouder wordt, wordt hij lichamelijk juist steeds jonger, zodat hij uiteindelijk sterft als een pasgeboren baby. Zijn geestelijke ontwikkeling verloopt daarentegen volkomen normaal.
De film werd voor dertien Oscars genomineerd. Drie nominaties werden daadwerkelijk verzilverd.

## Verhaal
Het is augustus 2005, en in New Orleans nadert de orkaan Katrina. Daisy, een weduwe op leeftijd, ligt stervende in het ziekenhuis terwijl haar dochter Caroline aan haar bed zit. Daisy vraagt Caroline haar voor te lezen uit het daar aanwezige dagboek van ene Benjamin Button. De rest van de film is grotendeels een flashback op diens leven, soms onderbroken voor dialogen tussen Daisy en Caroline in het heden.
De volgende scène speelt zich af op 11 november 1918. De Eerste Wereldoorlog is net afgelopen en iedereen viert feest. Monsieur Gateau, een blinde klokkenmaker die zijn zoon in de oorlog heeft verloren, vraagt zich af of hij de klokken zou kunnen terugdraaien, zodat de gesneuvelden weer tot leven komen. Caroline Button beleeft een zware bevalling waarbij ze het leven laat. Haar kind stelt de aanwezigen voor een raadsel. Hoewel het de grootte heeft van een normale pasgeborene, vertoont het de uiterlijke kenmerken van een hoogbejaarde.
Vader Thomas Button is buiten zinnen en wil het kind in eerste instantie in het kanaal gooien. Omdat een agent hem daar voortijdig betrapt, gaat hij ervandoor. Hij besluit het kind dan maar achter te laten op het trappetje voor het huis, waar Queenie woont. Zij zorgt daar voor ouden van dagen. Omdat ze zelf geen kinderen kan krijgen, besluit Queenie zich over het vreemde schepsel te ontfermen en het op te voeden samen met haar partner Tizzy. Ze noemt het Benjamin. Een dokter stelt vast dat de baby niet alleen de uiterlijke kenmerken van een hoogbejaarde heeft, maar ook met een flink aantal typische ouderdomskwalen kampt. Hij voorspelt dat het kind waarschijnlijk snel zal overlijden.
Een paar jaar later blijkt Benjamin echter zijn vroege kindertijd overleefd te hebben. Hij is uitgegroeid tot een klein oud mannetje in een rolstoel en verblijft tussen mensen die er zo uitzien als hij. Op zijn zevende jaar staat Benjamin met Thanksgiving tot eenieders verrassing ineens op uit zijn rolstoel. Vanaf dan maakt hij geregeld wandelingen rondom het verpleeghuis. Op een dag maakt hij kennis met de zevenjarige Daisy, de kleindochter van een van de bewoonsters van het tehuis. Hij ontwikkelt met haar een warme vriendschap. Iedere volgende blik in de spiegel levert Benjamin een positieve verrassing op. Hij krijgt gaandeweg steeds meer haar en lijkt voortdurend wat vitaler te worden.
Rond zijn 18e monstert Benjamin als matroos aan op een sleepboot. Inmiddels verrast hij iedereen met wie hij in aanraking komt met zijn, door zijn uiterlijk, totaal niet te verwachten kinderlijke onervarenheid. Hij begint herbergen te bezoeken en krijgt oog voor de vrouwen, die hem echter helemaal niet zien zitten omdat hij eruitziet als iemand van 60 à 70. In Moermansk heeft hij een kortstondige verhouding met Elizabeth Abbott, de vrouw van de Britse minister van Handel. Tijdens de Tweede Wereldoorlog monstert Benjamin aan bij de marine. Tijdens een gevecht met een U-boot wordt Benjamins kapitein gedood en hijzelf overleeft ternauwernood.
Na de oorlog heeft Benjamin helemaal geen kaal hoofd en grijs haar meer, maar een volle bos donker haar. Zijn rimpels verdwijnen stukje bij beetje tot zijn gezicht uiteindelijk rimpelloos is. Hij blijft zijn pleegmoeder Queenie tot aan haar dood geregeld opzoeken. Benjamin komt ook in contact met zijn biologische vader, van wie hij een tijdlang niet weet wie het is. Vlak voor zijn dood vertelt Thomas Button aan zijn zoon de waarheid. Hij vraagt Benjamin om vergeving voor het feit dat hij hem na zijn geboorte in de steek heeft gelaten.
In New York gaat de inmiddels volwassen Daisy bij een dansclub onder leiding van George Balanchine. Benjamin komt haar geregeld opnieuw tegen, hoewel ze een tijdlang niets van hem wil weten. Door een auto-ongeluk wordt Daisy's been verbrijzeld, waarna ze haar carrière als ballerina vaarwel moet zeggen. Benjamin groeit vanuit de andere richting zowel gevoelsmatig als uiterlijk dichter naar haar toe en verrast haar bij elke ontmoeting daarmee. Door de tegenstrijdige groeiprocessen, zijn ze alleen gedoemd elkaar te passeren en vervolgens weer verder uit elkaar te groeien. De twee ontwikkelen desondanks meer dan vriendschappelijke gevoelens voor elkaar. Hun liefde bereikt een hoogtepunt op het moment dat ze lichamelijk beiden precies even oud zijn. Eerder was Benjamin altijd de oudste van de twee, vanaf dan is dat dus Daisy.
In 1967, als Daisy 43 is en Benjamin uitgedrukt in kalenderjaren 49 − maar lichamelijk halverwege de dertig − raakt Daisy zwanger. In het voorjaar van 1968 wordt hun dochter Caroline geboren. Benjamin is − gezien de manier waarop zijn eigen toekomst eruit zal zien − bang dat hij het kind niet kan opvoeden en hij wil Daisy bovendien niet straks met zijn jonge zelf belasten. Daarom besluit hij Daisy en zijn dochtertje te verlaten en de wereld in te trekken. Wanneer hij terugkomt, blijkt ze met een andere man getrouwd te zijn. Hevig geschrokken door het onverwachte weerzien vraagt Daisy Benjamin voorgoed uit haar leven te verdwijnen. Hierna reist Benjamin zonder echt doel verder. Daisy ziet Benjamin nog eens als hij lichamelijk een adolescent is. Benjamin vertelt haar dat hij alleen vanbuiten steeds jonger wordt, zijn geestestoestand begint steeds verder af te takelen.
Jaren later krijgt Daisy een telefoontje: er is een verwilderd kind aangetroffen in een kraakpand, dat een dagboek bij zich droeg waarin uitdrukkelijk vermeld stond dat het boek aan haar overhandigd moest worden. De "jonge" Benjamin werd ondergebracht in het voormalige opvangtehuis van Queenie, dat inmiddels door anderen is overgenomen. Wanneer Daisy's man overlijdt, neemt ook zij er haar intrek. Daisy is de enige die Benjamin nog kan benaderen. Die is nu lichamelijk vijf, maar lijdt aan dementie. Hij kan weinig meer behalve pianospelen, iets wat hij lang geleden heeft geleerd. De kleine jongen heeft het gevoel dat hij wel een heel leven heeft gehad, maar hij herinnert zich hier nu niets meer van. Hoewel Benjamin Daisy ook niet meer kent, blijft zij voor hem zorgen. Benjamin verandert vervolgens in een peuter en verliest daarmee ook het vermogen om te lopen en te praten. Wanneer in 2003 de oude man – in het lichaam van een pasgeborene – Daisy nog één keer aankijkt alvorens te sterven, voelt ze dat hij haar toch nog herkent. Caroline weet nu wie haar echte vader was.

## Productie
Plannen voor de film waren er al geruime tijd voordat de film daadwerkelijk uitkwam. Midden jaren 80 kocht eerst producer Ray Stark de rechten op. In eerste instantie werden Frank Oz en Steven Spielberg voor de productie benaderd. Oz wist echter niet goed hoe hij het verhaal moest vormgeven, terwijl Spielberg die in 1991 werd benaderd het op dat moment te druk had met enkele andere films (Jurassic Park, Schindler's List).
De eerste huidige plannen en productie voor de verfilming van het verhaal dateren uit 1994. In 1998 was het scenario iets aangepast en werd Ron Howard benaderd, met een mogelijke rol in de film voor John Travolta, maar ook dit ging uiteindelijk niet door. Uiteindelijk verkocht Stark de rechten voor de film weer door aan Kathleen Kennedy en Frank Marshall. Onder leiding van de twee voornoemden kwam de film uiteindelijk in 2008 tot stand.
De productie, aanvankelijk in handen van Universal Pictures, werd door Kennedy en Marshall overgedragen aan Paramount Pictures. Warner Bros. ging over de internationale distributie. Het scenario was inmiddels enkele malen vrij drastisch herschreven. In het voorjaar van 2005 kregen Pitt en Blanchett de hoofdrollen toebedeeld.
Op 6 november 2006 werd in New Orleans met de opnames begonnen.

## Rolverdeling
De hoofdrollen van Benjamin en Daisy worden in hoofdzaak gespeeld door Brad Pitt en Cate Blanchett. Alleen omdat (onder meer) de twee personages gedurende zowat elke mogelijke levensfase in beeld verschijnen, worden dezelfde rollen met name aan het begin en eind van de film gespeeld (al dan niet geholpen door speciale effecten) door een groep andere acteurs en actrices:
Benjamin:
- Charles Henry Wyson (zes jaar oud in 1997)
- Chandler Canterbury (acht jaar oud in 1995)
- Spencer Daniels (twaalf jaar oud in 1991)
- Peter Donald Badalamenti II (1928-1931)
- Robert Towers (1932-1934)
- Tom Everett (1935-1937)
- Brad Pitt (1937-1991)

Daisy:
- Elle Fanning (7 jaar oud)
- Madisen Beaty (10 jaar oud)
- Cate Blanchett

| Acteur            | Personage        |
| ----------------- | ---------------- |
| Brad Pitt         | Benjamin Button  |
| Cate Blanchett    | Daisy            |
| Julia Ormond      | Caroline         |
| Taraji P. Henson  | Queenie          |
| Faune A. Chambers | Dorothy Baker    |
| Elias Koteas      | Monsieur Gateau  |
| Donna DuPlantier  | Blanche Devereux |
| Jacob Tolano      | Martin Gateau    |
| Ed Metzger        | Teddy Roosevelt  |
| Jason Flemyng     | Thomas Button    |
| Mahershala Ali    | Tizzy            |
| Tilda Swinton     | Elizabeth Abbott |

## Academy Award

### Gewonnen
- Best Visual Effects - Eric Barba, Steve Preeg, Burt Dalton, Craig Barron
- Best Art Direction - Donald Graham Burt, Victor J. Zolfo
- Best Makeup - Craig Cannom

### Genomineerd
- Best Picture - Kathleen Kennedy, Frank Marshall, Ceán Chaffin
- Best Director - David Fincher
- Best Actor in a Leading Role - Brad Pitt
- Best Actress in a Supporting Role - Taraji P. Henson
- Best Writing, Screenplay Based on Material Previously Produced or Published - Eric Roth, Robin Swicord
- Best Music - Alexandre Desplat
- Best Cinematography - Claudio Miranda
- Best Editing - Kirk Baxter, Angus Wall
- Best Sound - David Parker, Michael Semanick, Ren Klyce, Mark Weingarten
- Best Costume Design - Jacqueline West

## Trivia
- Pygmee Ngunda Oti (Rampai Mohadi) is gebaseerd op de ware geschiedenis rond het leven van Ota Benga. Hij werd van 1904 tot 1916 gevangen gehouden in een kooi en met gevijlde tanden als aap tentoongesteld. Ota pleegde zelfmoord kort na zijn vrijlating.
- Het gegeven dat iemand oud wordt geboren en daarna steeds jonger wordt is van zichzelf niet nieuw als verhaalmotief. Michael Ende verwerkte hetzelfde gegeven bijvoorbeeld al in Het oneindige verhaal (1979) bij het beschrijven van bepaalde wezens (de Sassafraniërs).